# Mimus melanotis

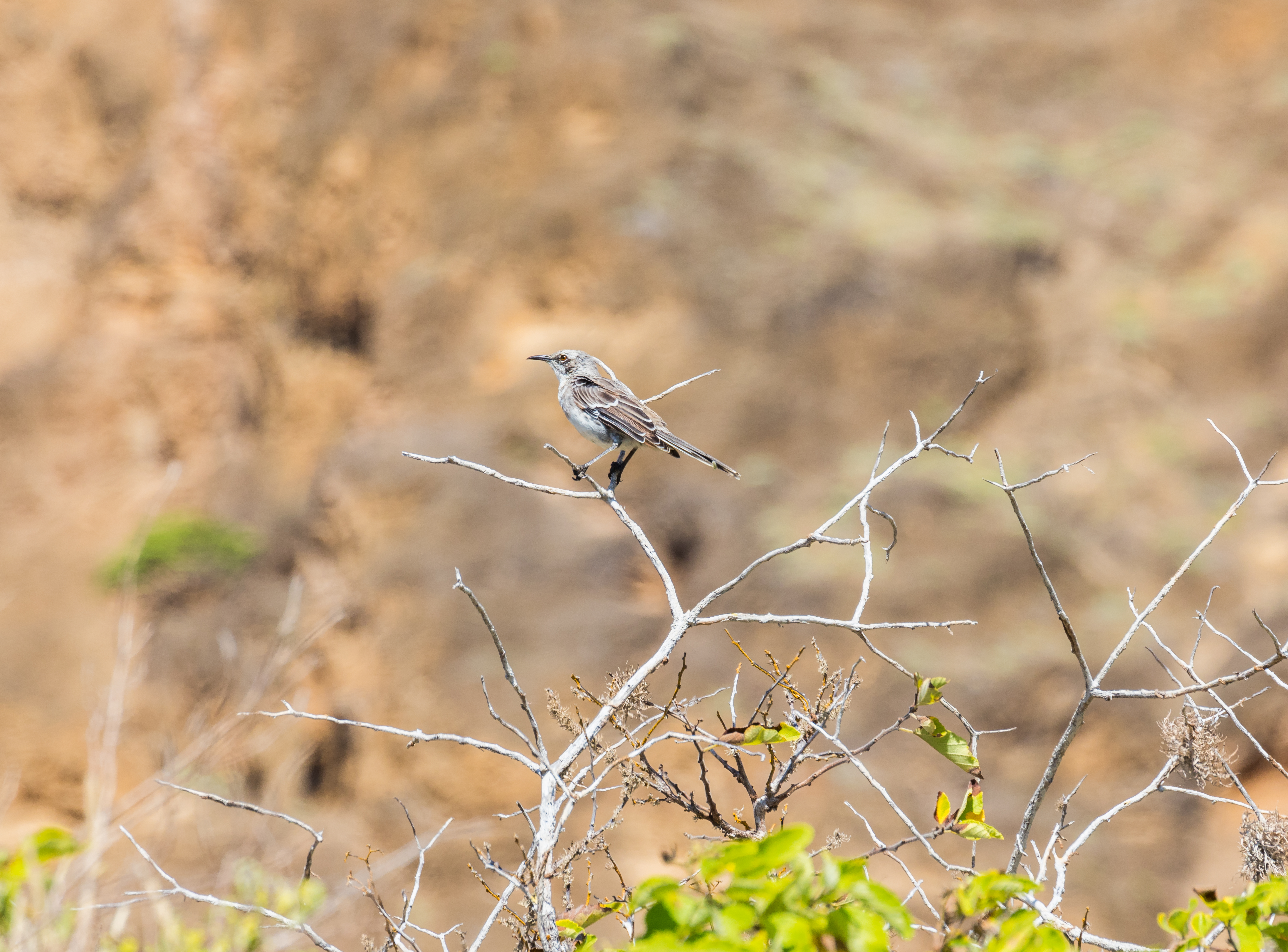
Otro ejemplar en la isla de San Cristóbal.

El sinsonte de San Cristóbal (Mimus melanotis) es una especie de ave paseriforme de la familia Mimidae endémica de la isla de San Cristóbal, en las islas Galápagos.

## Distribución y hábitat
Se encuentra únicamente en la isla de San Cristóbal, en el este de las islas Galápagos. Su hábitat natural son los bosques tropicales secos y las zonas de matorral.

## Comportamiento
Aunque esta especie no tiene manchas blancas en las alas realiza exhibiciones, desplegando y plegando las alas, como sus congéneres que sí las tienen. El comportamiento consiste en correr una distancia corta, y desplegar las alas a dos tercios de su completa apertura brevemente, y entonces desplegarlas totalmente algo por encima de la posición horizontal.